# Tobolice (Mazovie)
Pour les articles homonymes, voir Tobolice.
Tobolice (prononciation : [tɔbɔˈlit͡sɛ]) est un village polonais de la gmina de Rzekuń dans le powiat d'Ostrołęka de la voïvodie de Mazovie dans le centre-est de la Pologne.
Il se situe à environ 3 kilomètres à l'ouest de Rzekuń (siège de la gmina), 3 kilomètres au sud-est d'Ostrołęka (siège du powiat) et à 101 km au nord-est de Varsovie (capitale de la Pologne).
Le village compte approximativement une population de 400 habitants.

## Histoire
De 1975 à 1998, le village appartenait administrativement à la voïvodie d'Ostrołęka.